# 柯尼卡美能達
柯尼卡美能達（日語：コニカミノルタ）是一家日本電機製造商，由美能達、柯尼卡兩家公司於2003年8月1日合併而成，公司主要業務涵蓋光學技術與辦公室自動化相關產品，並在影像技術領域擁有深厚的歷史與技術積累。

## 歷史
柯尼卡美能達組成的初期，主要繼續推出原本屬於美能達的DiMAGE系列數位相機、影像軟體及胶卷掃描器，並繼續生產原本屬於柯尼卡的Centuria系列胶卷及輕便型胶卷照相機。
2004年8月，柯尼卡美能達推出MAXXUM/DYNAX 7D（日本稱為α-7DIGITAL），這是全球首部機身設有感光元件防手震（該公司稱為Anti-Shake）系統的數位單眼相機。2005年6月，柯尼卡美能達再以MAXXUM/DYNAX 7D為基礎，推出同樣設有感光元件防手震系統，但售價較便宜的MAXXUM/DYNAX 5D（日本稱為α-SweetDIGITAL，香港稱為α-5Digital）。
2005年7月19日，柯尼卡美能達跟索尼公司合作，從此索尼開始進軍数码单镜反光相机市場，以彌補消費型數位相機市場的飽和。
可是，即使有高額的技術投資與相當程度的好評，柯尼卡美能達卻遭受長期虧損的問題所困擾。2006年1月19日，柯尼卡美能達正式宣佈退出照相機及影像事業。照相機事業部首先在2006年3月31日結束，而數位單眼相機的業務已經出售給索尼，不過柯尼卡美能達就以幕後的身份為索尼生產機身及研發鏡頭。而美能達、柯尼卡及柯尼卡美能達的一切照相機及攝影產品的售後服務亦已經交由索尼負責。證照照片事業於2006年7月賣給大日本印刷，胶卷及相紙於2007年3月31日停產，影像事業部在2007年9月30日結束。
照相機及影像事業結束後，全球有3,700名僱員受裁員。至於影印機、傳真機、鐳射打印機等商業器材及光學儀器則不受影響。
2013年4月1日，柯尼卡美能達控股公司（Konica Minolta Holdings,Inc）正式改名為柯尼卡美能達公司（Konica Minolta, Inc）。

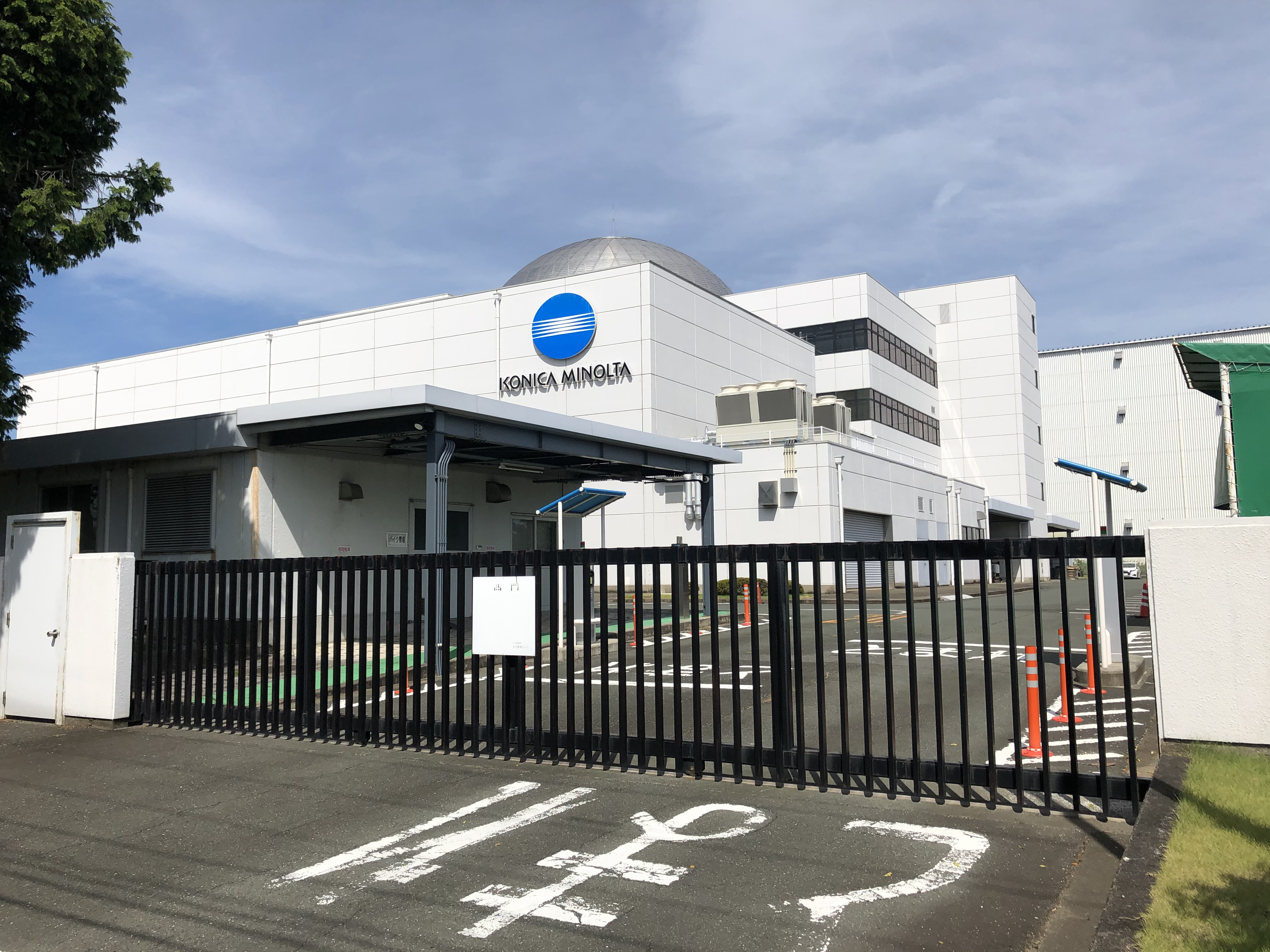
柯尼卡美能達豐川廠區
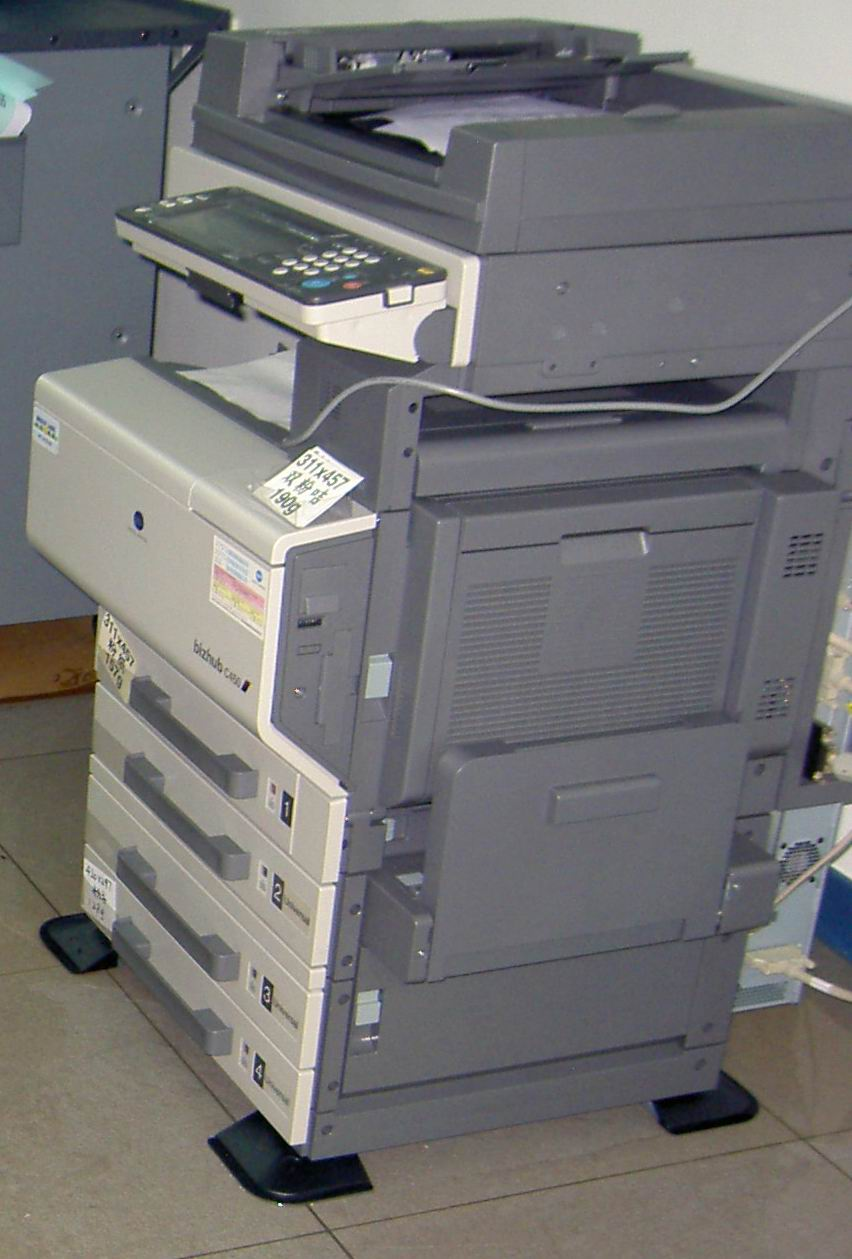
柯尼卡美能達MFP彩色影印機
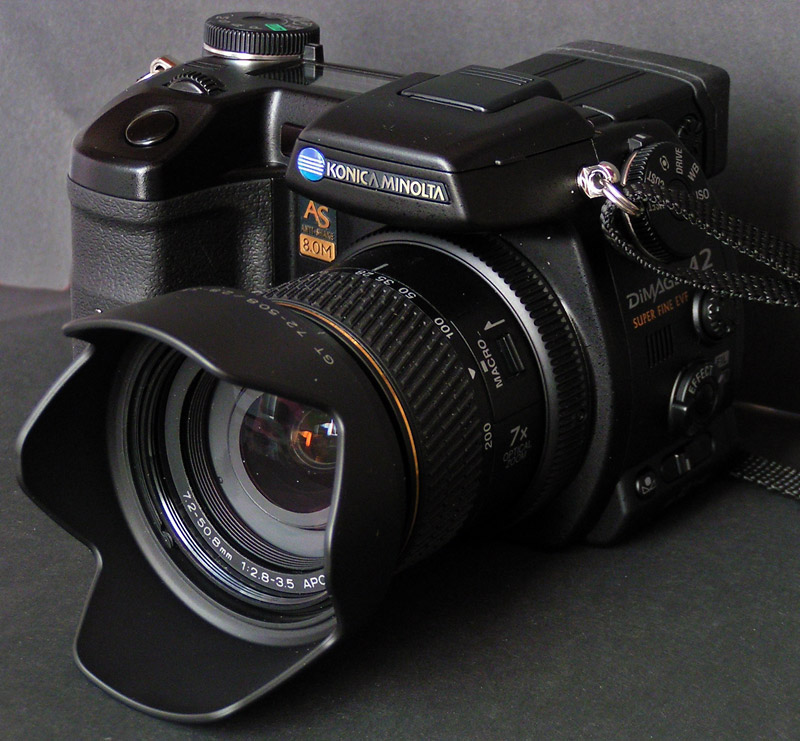
DiMAGE A2數位相機
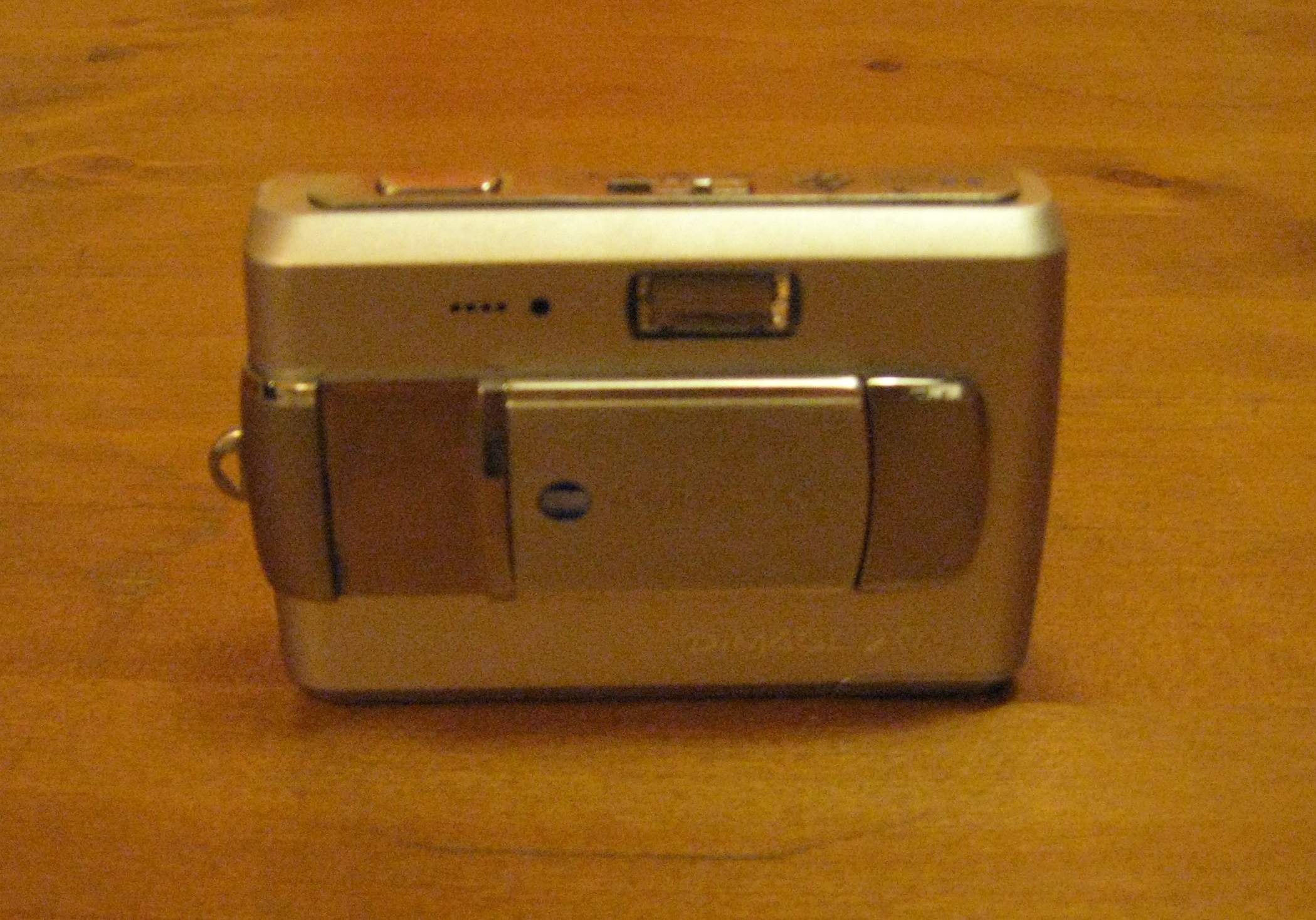
DiMAGE X60數位相機

## 外部連結
- 柯尼卡美能達 （页面存档备份，存于）
- 柯尼卡美能達 臺灣總代理商-金儀股份有限公司 （页面存档备份，存于）
- 柯尼卡美能達　專業數位印刷解決方案服務　康鈦科技 KM Developing Solutions Co.,Ltd （页面存档备份，存于）